# Saint-Connan
Saint-Connan é uma comuna francesa na região administrativa da Bretanha, no departamento Côtes-d'Armor. Estende-se por uma área de 13,79 km². Em 2010 a comuna tinha 302 habitantes (densidade: 21,9 hab./km²).